# 1295
سنة 1295 كانت سنة بسيطة تبدأ يوم السبت (الرابط يظهر نموذج التقويم الكامل للسنة) من التقويم اليولياني.

## أحداث
- تأسيس مدينة باردوبيتسه وتقع حاليا في التشيك.

## مواليد
- أودو الرابع (دوق بورغندي)
- إيزابيلا من فرنسا
- قطب الدين الرازي

## وفيات
- ابن عذاري